# Gordeljufferduif
De gordeljufferduif (Ptilinopus cinctus) is een vogel uit de familie Columbidae (duiven). 

## Verspreiding en leefgebied
Deze soort komt voor op Bali en de Kleine Soenda-eilanden en telt zes ondersoorten:
- P. c. baliensis: Bali.
- P. c. albocinctus: Lombok, Soembawa en Flores (Kleine Soenda-eilanden).
- P. c. everetti: Pantar en Alor (Kleine Soenda-eilanden).
- P. c. cinctus: Timor, Wetar en Romang (Kleine Soenda-eilanden).
- P. c. lettiensis: Leti-eilanden, Sermata-eilanden en Teun (Kleine Soenda-eilanden).
- P. c. ottonis: Damer, Babar en Nila (Kleine Soenda-eilanden).